# Publicidade de brinquedos

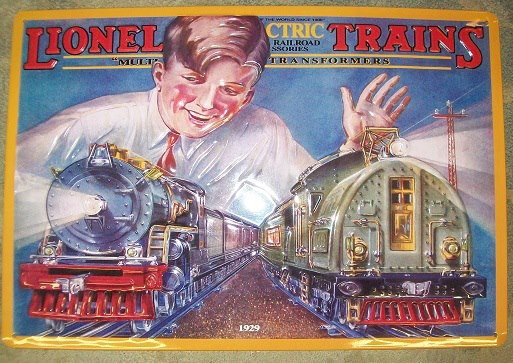
Publicidade de brinquedos antiga, de 1929.

A publicidade de brinquedo é uma questão delicada, uma vez que seu público-alvo é o infantil e as crianças não têm discernimento nem autonomia nas relações de consumo. No caso dos comerciais de brinquedo, são frequentes as omissões de elementos essenciais. Um anúncio que mostre bonecos vendidos com equipamentos, por exemplo, muitas vezes cada item é vendido separadamente. O PROCON afirma que os anúncios devem ser cumpridos, exatamente como foram publicados.